# Erik Ivar Fredholm
Erik Ivar Fredholm (7. dubna 1866 Stockholm, Švédsko – 17. srpna 1927 Mörby, Švédsko) byl švédský matematik. Je známý především jako zakladatel moderní teorie integrálních rovnic. Článek, který v roce 1903 publikoval v časopise Acta Mathematica, je považován za jeden z milníků při vzniku teorie operátorů. Je po něm pojmenován kráter Fredholm na přivrácené straně Měsíce, jakož i velké množství matematických vět a konceptů.